# サイクロン (漫画家)
サイクロン(サイクロン令泉(れいぜい))は、主に成人向け漫画や成人向けの同人誌を描いている日本の漫画家。サークル。
『彼とわたしと店長の深夜勤務』、『みだれうち』が有名。

## 作品リスト
※サークル「サイクロン」の作品も含む。
※イベント限定本など発行日の不明なものは記載していない。

### 2006年
- Star Tac IDO  - スタータック・イドー　ようこそ破邪の洞窟へ（前編）
- Blue Note  - ブルーノートー　（前編）
- Rare Quaderno  - レア・クアデルノー
- Rogue Spear 4  - ローグスピア４
- Rogue Spear 5  - ローグスピア５

### 2007年
- Monroeville  モンロービル
- からーくらしっく シチュエーションノート　vol.1
- 右のガ～ニン
- カラークラシック×ローグスピア　はにわ
- Star Tac IDO  - スタータック・イドー　～ようこそ破邪の洞窟へ～　第４章
- Star Tac IDO  - スタータック・イドー　～ようこそ破邪の洞窟へ～　第５章
- Stingray XXX  - スティングレー・サーティ

### 2008年
- １００１
- ８６５
- からーくらしっく シチュエーションノート　vol.４
- ５６７
- ８６０
- ８５０
- ８４０
- からーくらしっく シチュエーションノート　vol.3
- からーくらしっく シチュエーションノート　vol.2

### 2009年
- ７６７Ａ
- Ｆ-８４０
- Ｋ８
- カラークラシック・ソロ　せれ～す
- ６６７

### 2010年
- Ｆ８５０Ｘ２
- Ｆ８５０Ｘ２　．０１
- シチュエーションノート７９
- Ｆ８５０
- Ｔ－０２
- ６６７改
- Ｔ－０１
- シチュエーションノートＬＭ８

### 2011年
- Ｔ－０４ ＳＵＩッＳＵＩッ
- １００２ サイクロンの総集編
- シチュエーションノート８０
- H-01 MELOOO
- Ｔ－０３　ＡＭＡＮＥＥＥ

### 2016年
- サイクロンのフルカラーパック1「Sui-Sui」
- サイクロンのフルカラーパック2「Shin_Shin」

### 2017年
- よろこべ男子！！裏チア部
- あの娘が歩けば棒に当たる
- 彼とわたしと店長の深夜勤務

### 2018年
- 彼とわたしと店長の深夜勤務2
- 彼とわたしと店長の深夜勤務3

### 2019年
- みだれうち

### 2020年
- みだれうち2
- ユメカ ウツツカ
- サイクロンの同人誌 フルカラーパック3